# Saint-Maurice-les-Brousses
Saint-Maurice-les-Brousses este o comună în departamentul Haute-Vienne din centrul Franței. În 2009 avea o populație de 904 de locuitori.

## Evoluția populației
| An        | 1975 | 1982 | 1990 | 1999 | 2006 | 2009 |
| --------- | ---- | ---- | ---- | ---- | ---- | ---- |
| Populație | 386  | 570  | 553  | 546  | 751  | 904  |